# Olga Klevakina
Olga Klevakina (Unión Soviética, 4 de abril de 1962) es una nadadora soviética retirada especializada en pruebas de relevos, donde consiguió ser medallista de bronce olímpica en 1980 en los 4 x 100 metros estilos.

## Carrera deportiva
En los Juegos Olímpicos de Moscú 1980 ganó la medalla de bronce en los relevos de 4 x 100 metros estilos, con un tiempo de 4:13.61 segundos, tras la República Democrática Alemana (oro) y Reino Unido (plata), siendo sus compañeras de equipo las nadadoras: Yelena Kruglova, Elvira Vasilkova, Alla Grishchenkova, Natalya Strunnikova y Irina Aksyonova.